# 1000年、ずっとそばにいて…
「1000年、ずっとそばにいて…」（1000ねん、ずっとそばにいて…）は韓国の男性5人組アイドルグループ、SHINeeの日本6枚目のシングル。2012年12月12日にEMIミュージック・ジャパンから発売された。

## 解説
初回限定盤（CD+DVD）と通常盤（CD ONLY）の2形態リリース。「1000年、ずっとそばにいて…」は「Dazzling Girl」に続く日本オリジナル曲である。初回盤にはPhoto & Lyrics Picture Book 28Pが、初回盤および通常盤の共通特典としてトレーディングカードが付属する。

## 収録曲

### CD
1. 1000年、ずっとそばにいて…
2. 君がいる世界
3. 1000年、ずっとそばにいて… (Instrumental)
4. 君がいる世界 (Instrumental)

- 初回盤にはM-1、2を、通常盤にはM-1～4を収録。

### DVD
1. 1000年、ずっとそばにいて… Music Video <Complete Ver.>
2. 1000年、ずっとそばにいて… Music Video <Directors Cut Ver.>
3. 1000年、ずっとそばにいて… Jacket & Music Video shooting Sketch